# Heleia
Heleia é um género de ave da família Zosteropidae.

## Espécies
Este género contém as seguintes espécies:
- Heleia javanica
- Heleia pinaiae
- Heleia squamifrons
- Heleia goodfellowi
- Heleia squamiceps
- Heleia superciliaris
- Heleia dohertyi
- Heleia muelleri
- Heleia crassirostris
- Heleia wallacei